# The Adventure of the Thumb Print
The Adventure of the Thumb Print (o Lambert Chace, Detective) è un cortometraggio muto del 1912 diretto da Van Dyke Brooke. Il nome del regista appare tra quello degli altri interpreti che sono Maurice Costello, George Cooper e Rose Tapley.

## Produzione
Il film fu prodotto dalla Vitagraph Company of America.

## Distribuzione
Distribuito dalla General Film Company, il film - un cortometraggio in una bobina - uscì nelle sale cinematografiche statunitensi il 23 luglio 1912.